# Ruta 39 (Bolivien)
Die Ruta 39 ist eine Nationalstraße im südamerikanischen Andenstaat Bolivien.

## Streckenführung
Die 230 Kilometer lange Ruta 39 verläuft von Südwesten nach Nordosten im Zentrum des Departamento Santa Cruz und führt von der Nord-Süd-Magistrale Ruta 9 in Richtung der brasilianischen Grenze im Osten.
Die Ruta 39 beginnt zwanzig Kilometer östlich des Río Grande bei der Ortschaft Cuatro Cañadas und verläuft dann in östlicher Richtung durch landwirtschaftlich erschlossenes Kolonisationsgebiet bis zum Mittellauf des Río Itonomas, der hier den Namen "Río San Julián" oder "Río San Pedro" trägt. Nahe der Ortschaft Salinas überquert die Straße den Fluss und führt dann zuerst in südöstlicher, später nordöstlicher Richtung durch kaum besiedeltes Hügelland über San Juan de Lomerío nach San Miguel.
Die gesamte Strecke der Ruta 39 ist eine befestigte Schottertrasse und nicht asphaltiert.

## Geschichte
Die Straße ist mit Ley 3210 vom 30. September 2005 zum Bestandteil des bolivianischen Nationalstraßennetzes "Red Vial Fundamental" erklärt worden.

## Streckenabschnitte im Departamento Santa Cruz
- km 000: Cuatro Cañadas
- km 095: Salinas
- km 152: San Juan de Lomerío
- km 230: San Miguel